# Диди Джихаиши
Диди-Джихаиши (груз. დიდი ჯიხაიში) — село в западной Грузии в муниципалитете Самтредиа региона Имеретия.

## География
Расположено на Колхидской низменности, в 12 км к северо-востоку от города Самтредиа. Климат субтропический, мягкий, влажный.
В 8 км от Диди-Джихаиши находится международный аэропорт Копитнари.

## Чаеводство
За развитие чайной культуры в Грузии горячо ратовал видный общественный деятель Нико Николадзе. Он посадил саженцы чая в Потийском саду и в своем родном селе.

## Известные жители
В Диди-Джихаиши родились:
- Назарий (Лежава) (1872—1924) — митрополит Кутаисский, священномученик, политический деятель[4]
- Прангишвили, Ивери Варламович (1930—2006) — советский грузинский учёный в области теории процессов и систем управления, информатики и вычислительной техники. Директор Института проблем управления им. В. А. Трапезникова РАН (г. Москва) с 1987 по 2006 гг. Доктор технических наук, профессор (1969), академик Академии наук Грузинской ССР (1979) и других международных и зарубежных академий[5].
- Николадзе, Нико (1843—1928) — грузинский публицист, просветитель и общественный деятель[6][7].
- Николадзе, Георгий Николаевич (1888—1931) — грузинский советский учёный-математик и спортсмен-альпинист[8].
- Лордкипанидзе Константин Александрович (1904/1905—1986) — грузинский писатель. Герой Социалистического Труда (1985).[9]
- Сослани, Шалва Виссарионович (1902—1942?) — грузинский советский писатель.
- Цагареишвили Галактион Иузаевич (1969—1994) — грузинский криминальный авторитет, «вор в законе»[10]
- Рухадзе, Николай Максимович (1905—1955) — министр государственной безопасности Грузинской ССР (в 1948—1952), генерал-лейтенант (1944).[11]
- Вашакидзе, Михаил Александрович (1909—1956) — советский грузинский учёный, профессор — астроном. Работал в Абастуманской астрофизической обсерватории.
- Вашакидзе, Борис Ильич (род. 1933) — слесарь Кутаисского автомобильного завода, Герой Социалистического Труда (1971), полный кавалер ордена Трудовой Славы (1986).
- Лежава, Владимир Нестерович (1901—1968) — советский военачальник, контр-адмирал.

## Достопримечательности
- Дом-музей Нико Николадзе[12]. Основан в 1951 году[13].

## Учебные заведения
- Женская гимназия (основана в 1894 году Ольгой Гурамишвили-Николадзе, закрыта в 1917 году)[14].
- В советские годы в селе находился сельскохозяйственный техникум[15]